# Iván Miranda
Iván Miranda (né le 8 mars 1980 à Lima) est un joueur de tennis péruvien, professionnel de 1999 à 2014.
Il est membre de l'équipe du Pérou de Coupe Davis de 1998 à 2011.

## Parcours dans les tournois duGrand Chelem

### En simple
| Année | Open d'Australie | Open d'Australie | Internationaux de France | Internationaux de France | Wimbledon | Wimbledon | US Open         | US Open     |
| ----- | ---------------- | ---------------- | ------------------------ | ------------------------ | --------- | --------- | --------------- | ----------- |
| 2002  | —                | —                | 1er tour (1/64)          | S. Schalken              | —         | —         | —               | —           |
| 2003  | —                | —                | —                        | —                        | —         | —         | 1er tour (1/64) | W. Ferreira |
| 2004  | 1er tour (1/64)  | J. Blake         | —                        | —                        | —         | —         | —               | —           |

### En double
N'a jamais participé à un tableau final